# 三人征兆
〈三人征兆〉（英語：The Sign of Three）是英國廣播公司（BBC）推出的英國電視劇《新福爾摩斯》第3季的第2集，於2014年1月5日透過BBC One和BBC HD首播；該集由馬克·加蒂斯、斯蒂芬·湯普森和史蒂芬·莫法特編劇，並由康姆·麥卡錫執導。劇中的部分劇情改編自由柯南·道爾撰寫的福爾摩斯小說《四簽名》（1890年），講述華生與瑪麗結婚前夕，和華生遇上兩宗看似沒有關係的案件。
演員方面，除了飾演福爾摩斯與華生的班尼狄·甘巴貝治和馬田·費曼外，詮釋瑪麗的阿曼達·艾賓頓也是該集的主角。飾演伴娘潔琳的尤絲美·艾克美在該集首次登場。〈三的徵兆〉在播出後取得相當高的評價，評論家多稱讚演員的表現及劇情。

## 劇情
該集開頭，雷斯垂德探長多次追捕連環銀行劫匪威廉家族，但都未能成功。某天晚上，雷斯垂德採取包圍戰術，試圖將威廉家族繩之以法。此時，通過手機短訊向雷斯垂德求救，後者聞之隨即放下手中的案子，趕到貝克街221B號。然而，雷斯垂德抵達時，卻發現福爾摩斯安然地坐在房間。原來，福爾摩斯口中的「要事」竟是不知如何為即將與瑪麗·摩斯坦結婚的華生寫伴郎致辭，而求助於雷斯垂德。雷斯垂德深感無奈，而事實上，福爾摩斯對於為友人寫伴郎致辭一事感到異常緊張。因此，瑪麗建議福爾摩斯接手案子以分散注意力。
之後鏡頭一轉，已到結婚當日，華生喜見前長官占士·肖爾托少校（Major James Sholto），後者在阿富汗戰爭的一次行動中下的指令使不少下屬陣亡，至今仍遭到死者家屬的恐嚇。故此，少校一直隱居，鮮有出席聚會。未幾，福爾摩斯進行致辭，在前半段的演講中，表現真摰，感動不少賓客。之後，福爾摩斯談及他與華生調查過的案件，當中的兩件就是福爾摩斯在華生結婚前夕接手的。在第一個案件中，一名名為班布里奇（Bainbridge）的禁衛軍士兵聲稱他被人監視，因而請求福爾摩斯和華生調查此事。不久後，那名衛兵就在淋浴期間遇害，差點因失血過多死亡，最後被華生和所救，福爾摩斯和華生對此案均毫無頭緒。另一件案子，一名為泰莎（Tessa）的私人女護自稱和一名男子約會過後，那男子就不知所縱。隨後，泰莎發現該男子早在約會之時已經去世。故此，她相信自己是與幽靈約會。福爾摩斯和華生並不相信此事，及後二人又發現倫敦不少女子有類似的經歷。但是，她們不論姓名、職業或是喜歡的品牌也沒有任何關連，這使得福爾摩斯感到非常費解。
鏡頭又返回婚禮場地，福爾摩斯仔細回想兩個案子的關聯，發現兇手乃同一人所為，並相信此人正身處這場婚禮現場，準備殺害肖爾托少校。於是，福爾摩斯向華生暗示此事。未幾，在華生和瑪麗的協助下，肖爾托少校幸免於難。原來，兇手正是為婚禮拍照的攝影師強納森·史莫（Jonathan Small）。此人的弟弟在肖爾托麾下服役時命喪阿富汗，他相信其弟之死要歸咎於肖爾托。故此，他先通過報紙上的訃告，利用死人的名稱和住址和女子約會，以掩藏真正的身份，而與他有過約會的女子均是在少校居所工作的員工，兇手試圖從她們口中得悉肖爾托少校的行蹤。最終，兇手知道肖爾托少校會出席華生的婚禮。為研究出一種完美的殺人方式，兇手喬裝成遊客，悄悄地在班布里奇的腰帶插入一把短刃，因為腰帶束得很緊，受害人並不察覺痛楚。這麼一來，在班布里奇洗澡前脫去腰帶時就會被短刃所傷。隨後，兇手眼見此計成功就打算重施故技，再次使用這方法殺害肖爾托少校。將兇手繩之以法後，福爾摩斯出席單身派對。期間，福爾摩斯告訴華生和瑪麗，說他倆將會過著三個人的生活，因為瑪麗已經懷孕。

## 製作

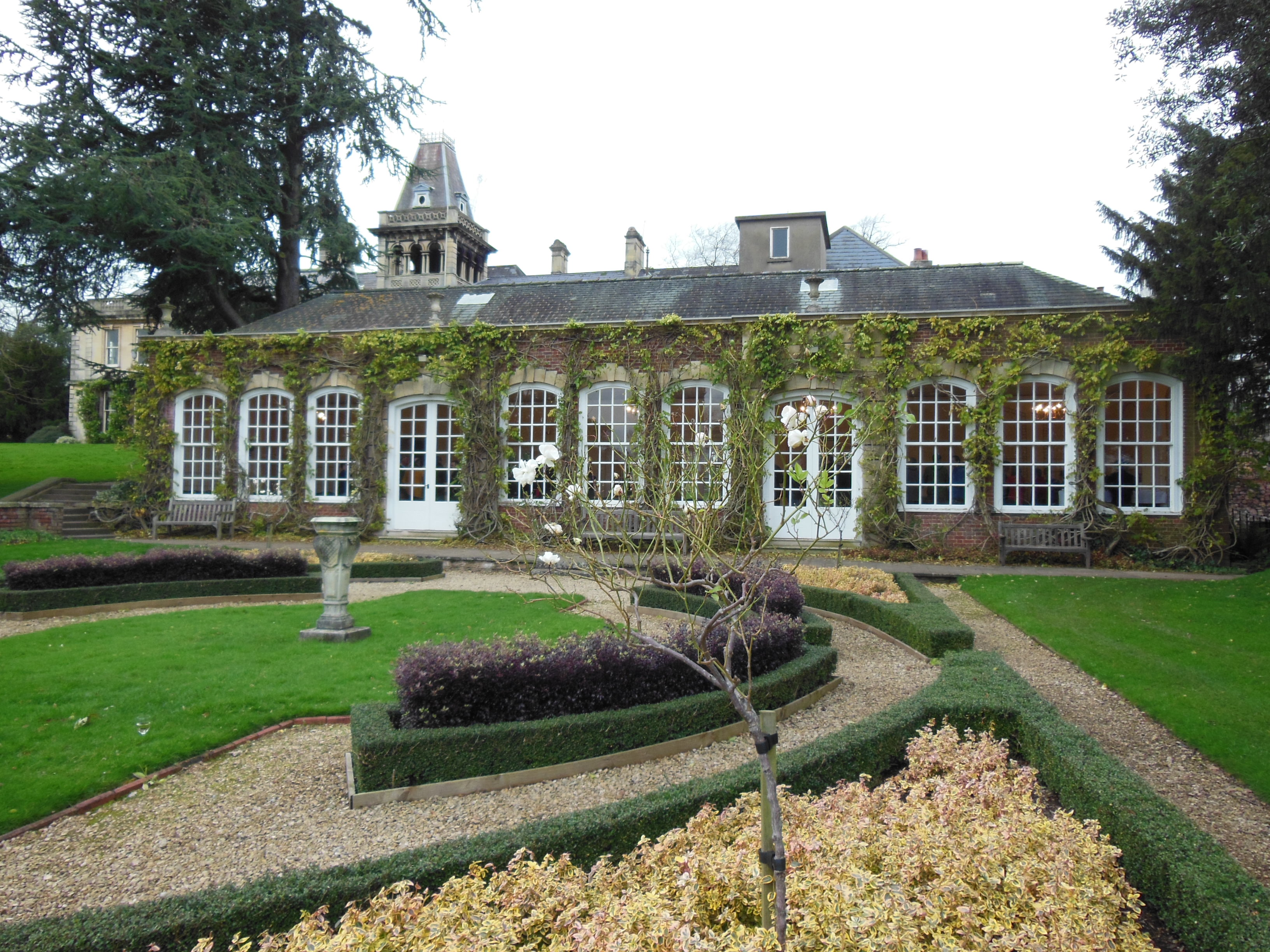
華生和瑪莉舉行婚宴的一幕是在布里斯托大學的哥德尼舍堂橘園取景

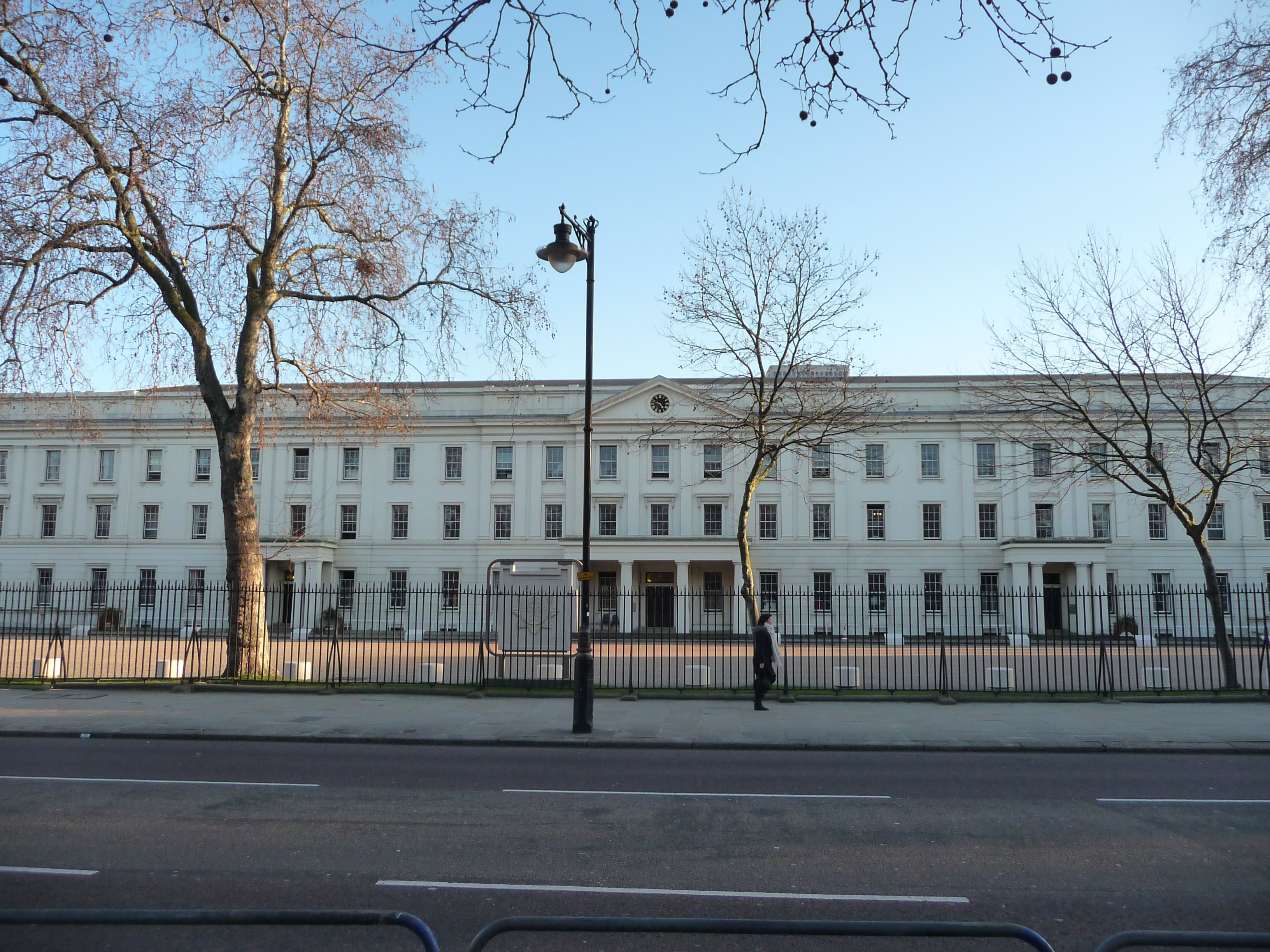
位於倫敦的威靈頓兵房是該集的其中一個拍攝地點

### 編劇
該集由康姆·麥卡錫執導，並由馬克·加蒂斯、斯蒂芬·湯普森和史蒂芬·莫法特編劇。麥卡錫曾與史蒂芬·莫法特共同製作科幻電視劇《異世奇人》的其中一集《聖約翰的鐘聲》。據《廣播時報》透露，麥卡錫的到來是為了取代此前因劇集視覺效果問題而離開的保羅·麥桂根。福爾摩斯在婚禮的致辭出自莫法特之手，後者解釋劇組要他寫這篇講辭是因他曾數次於婚禮中發表伴郎致辭。飾演華生的馬田·費曼表示，起初他對劇本頗有微詞，認為故事過於傾重婚禮、太兒女情長和矯情，但在湯普森的說服下，費曼還是接受該劇本，而在該集播出後，他覺得這劇本其實寫得不錯。

### 拍攝
〈三的徵兆〉在2013年4月23日開鏡，並用了4個星期拍攝。拍攝地點分佈在英國的布里斯托、卡迪夫和倫敦。該集在布里斯托的主要取景地點包含布里斯托大學及維多利亞堂（拍攝雷斯垂德探長追擊威廉家族的場景）。威廉家族闖入的銀行在城堡公園旁的前英格蘭銀行分行拍攝；華生和瑪麗的婚禮於斯尼德公園的聖瑪莉教堂取景。倫敦的取景地點分別為威靈頓兵房和聖詹姆士公園，前者在劇中充當班布里奇的服勤地點，後者則是福爾摩斯與華生談天的地方。
威靈頓兵房的內景在卡地夫凱西公園的格拉摩根大樓拍攝:253。劇組還在卡迪夫的三間酒吧進行實景拍攝，其中一間為同志酒吧。婚宴的橋段於哥德尼舍堂取景，花費了數天的時間攝製:251。《新世紀福爾摩斯》的化妝師兼髮型設計師克萊兒·普里查-瓊斯（Claire Pritchard-Jones）稱該集拍起來就好像《今天暫時停止》（1993年），並表示，「拍了好幾天，所有的賓客與主演每天看起來都要和前一天一樣。我們也要記得幫演員塗上厚厚的防曬產品，避免曬傷，不然他們在同一個場景裡變得愈來愈黑就不對了！」:251
甘巴貝治和費曼憶述，二人於酒吧飲酒的戲是整集中最難演的戲，因為他們需要在清醒的情況下扮作醉酒。飾演占士·肖爾托少校的阿利斯泰·皮垂連續7天都有戲份，劇組每天都要花1.5個小時幫他上疤痕的妝:256-257。特效公司Real SFX製作了該集的特效，如衛兵在淋浴間遇害的橋段中的水、蒸氣和血:274。此外，蘇·維特和史蒂芬·莫法特的兒子路易士（Louis）也參與了演出，在劇中，他扮演婚禮上的花童。蘇·維特在訪問中解釋其子熱愛電視演出，故此他很希望能出演科幻電視劇《異世奇人》，但一直苦無機會。後來，當得悉《新福爾摩斯》需要一名兒童演員，他便要求其母讓他參與演出。維特接受兒子的請求，但明言他需要通過試鏡方能取得參演機會。最終，他成功參演。不過，維特和莫法特也強調他們在這次試鏡是沒有任何發言權的。另一方面，考慮到路易士的髮色和眼睛的顏色不合劇組的要求，他在演出時需要染深頭髮並且戴上隱形眼鏡。

## 出典與設計
〈三的徵兆〉改編自福爾摩斯原著小說《四簽名》。在小說和劇集中，受害人的名字都是肖爾托，且兇手也都叫做強納森。但不同的是，在原著中，肖爾托是瑪麗父親的朋友且已死，劇中他則是華生的上司，而且沒死。此外，福爾摩斯在致辭中提到的其中一個案件——「毒巨人」也是取材於《四簽名》，且不論在劇中或是小說中，這案的犯人都是利用吹管來殺人。
另外，該集中的一些劇情和對白也取材於其它的原著小說。其中，班布里奇遇害一案就是參照《駝者》，在小說和本集內，受害人均為士兵，而且同樣在上鎖的房間遇害。同時，福爾摩斯在致辭時向華生道出「梵蒂岡寶石」（Vatican cameos）的暗語後，華生心領神會地明白是有兇案發生，此語是出自《巴斯克維爾的獵犬》。另外，華生在貝克街221B號看到一女子在門外徘徊，福爾摩斯說「我之前已看過這類症狀，在行人道躑躅不前的，經常是意味著發生了感情問題」是改寫《身分之謎》中「我之前已看過這類症狀，在人行道上躑躅不前，經常是意味著發生了桃色事件」（I have seen those symptoms before...Oscillation upon the pavement always means an affaire de coeur）。還有，福爾摩斯在致辭開初提到愛情和婚姻的關係，這段話其實是取自《波希米亞醜聞》。

## 播出與家庭媒體
〈三的徵兆〉於2014年1月5日在BBC One和BBC HD頻道首播。收視報告指，英國當晚共有880萬人通過電視收看這集，收視率為31.9%。這數字比上一集〈空靈柩〉的920萬人稍低。另一方面，該集在電子版上也取得高收視，直至2014年10月，共有300萬人在BBC iPlayer觀看這一集，是收看人數第6高的電視節目。

## 反響
劇集同時取得評價家的認同，《每日電訊報》在五星為滿分下給了這集四顆星，並對福爾摩斯的伴郎致辭表示讚賞。獨立出版社《Den of Geek》同樣給予高度的評價，網頁的主筆認為這是一集「出色的喜劇」，並且覺得這集「很有趣」。《獨立報》喜歡劇集的敘事手法，稱雖這一集雖不是最好看的《新福爾摩斯》，劇本卻是耳目一新的。美國影視評論網頁《The Punk Effect》則認為這集相當棒，而且很好笑。
此集還得到觀眾的支持。在劇集播出後，《衛報》隨即作出調查訪問觀眾是否喜歡這集。結果，有67%的觀眾均表示喜歡此集。

## 外部連結
- 在BBC Online了解《The Sign of Three》
- 互联网电影数据库上The Sign of Three的资料（英文）